# Глухов, Дмитрий Андреевич
Дми́трий Андре́евич Глу́хов (7 ноября 1906 — 11 ноября 1943) — капитан 3-го ранга Военно-морского флота СССР, участник Великой Отечественной войны, Герой Советского Союза (1944).

## Биография
Родился 7 ноября 1906 года в деревне Хмелина (ныне — Череповецкий район Вологодской области) в крестьянской семье. Окончил пять классов неполной средней школы, работал матросом парохода на реке Шексна.
В 1928 году был призван на службу в Рабоче-крестьянский Красный Флот. С 1929 года служил на Черноморском флоте, сначала на крейсере «Коминтерн», затем на сторожевом катере «Альбатрос», был старшиной рулевых, боцманом, помощником командира. Окончил курсы комсостава. До войны командовал звеном морских охотников.
С первого дня Великой Отечественной войны — на её фронтах. Катера из звена Дмитрия Глухова первыми среди судов Черноморского флота открыли огонь по противнику, а позднее последними уходили из Очакова, Одессы и Ак-Мечети. Его звено также участвовало в обороне Севастополя, часто совершало переходы до Новороссийска. В боях был тяжело ранен. После выписки из госпиталя стал командиром 1-го дивизиона сторожевых катеров. Участвовал в боях за Новороссийск, Таманский полуостров, Крым.
В ночь с 31 октября на 1 ноября 1943 года дивизион Дмитрия Глухова осуществлял охрану судов, которые высаживали десант в районе посёлка Эльтиген (ныне — в черте Керчи). Катера дивизиона поддерживали десантников огнём во время их действий на суше. В дальнейшем осуществлял переброску через Керченский пролив на захваченный плацдарм новых подразделений, боеприпасов и продовольствия. Когда в одну из ночей дивизион подвергся атаке вражеских судов, экипаж катера потопил баржу и подбил катер противника.
8 ноября 1943 года, когда катера дивизиона разгружались на крымском берегу, на катере разорвались два снаряда, смертельно ранив его. 11 ноября от полученных ранений скончался. Похоронен в городе Поти в Грузии.
Указом Президиума Верховного Совета СССР «О присвоении звания Героя Советского Союза офицерскому, старшинскому и рядовому составу Военно-Морского флота» от 22 января 1944 года за «форсирование Керченского пролива, высадку десантных войск и переброску техники на Керченский полуостров и проявленные при этом отвагу и геройство» был удостоен посмертно высокого звания Героя Советского Союза. Также был награждён двумя орденами Ленина, двумя орденами Красного Знамени, орденом Суворова 3-й степени.
Память
В его честь названы улицы в Новороссийске, Севастополе и Череповце, судно Министерства речного флота.